# Lijst van rijksmonumenten in Veenklooster
De plaats Veenklooster (Feankleaster) telt 26 inschrijvingen in het rijksmonumentenregister. Hieronder een overzicht.
| Object                                             | Oorspronkelijke functie? | Bouwjaar                                                                            | Architect                                                                 | Locatie           | Coördinaten?                 | Nr.?   | Afbeelding                                                     |
| -------------------------------------------------- | ------------------------ | ----------------------------------------------------------------------------------- | ------------------------------------------------------------------------- | ----------------- | ---------------------------- | ------ | -------------------------------------------------------------- |
| Woudboerderijtje                                   | Boerderij                | verm. 18e eeuw                                                                      |                                                                           | Kleasterwei 9     | 53° 15' 51" NB, 6° 6' 21" OL | 23758  | Woudboerderijtje                                               |
| Woonhuis onder rieten dak, afsluiting van de Brink | Woonhuis                 | waarsch. 18e eeuw                                                                   |                                                                           | Brink 15          | 53° 15' 55" NB, 6° 6' 23" OL | 23759  | Meer afbeeldingen                                              |
| Woning onder zadeldak met bijgebouwtje met afdak   | Woonhuis                 | ca. 1815                                                                            |                                                                           | Kleasterwei 16    | 53° 15' 50" NB, 6° 6' 14" OL | 23760  | Meer afbeeldingen                                              |
| Woning onder dwars zadeldak tussen topgevels       | Woonhuis                 |                                                                                     |                                                                           | Kleasterwei 8     | 53° 15' 50" NB, 6° 6' 17" OL | 23761  | Meer afbeeldingen                                              |
| De Swaen. vml. De Poel (Boszicht & Ringobar)       | Horeca                   | ca. 1850 (verb.)                                                                    |                                                                           | Kleasterwei 6     | 53° 15' 51" NB, 6° 6' 18" OL | 23762  | De Swaen. vml. De Poel (Boszicht & Ringobar)                   |
| Fogelsangh State, hoofdgebouw                      | Kasteel, buitenplaats    | 1644 ca. 1734 (uitbr.) 1783-'93 (verb.) 1843 (uitbr.) 1872 (verb.) 1977-'78 (rest.) | J.I. Douma en H.H. Kramer (uitv.) (1872)                                  | Kleasterwei 1     | 53° 15' 53" NB, 6° 6' 36" OL | 408908 | Fogelsangh 01 Fogelsangh State, hoofdgebouw                    |
| Fogelsangh State, tuin en park                     | Tuin, park en plantsoen  | oorspr. 17e eeuw 1734 (lanenstelsel) 1838-'49 (herinr.) 1869-'73 (uitbr.)           | L.P. Roodbaard en L. Vlaskamp (uitv.) (1838-'49) G.L. Vlaskamp (1869-'73) | bij Kleasterwei 1 | 53° 15' 40" NB, 6° 6' 56" OL | 408909 | Fogelsangh 02 Fogelsangh State, tuin en park                   |
| Fogelsangh State, noordelijk bouwhuis              | Dienstwoning             | 1783-'93 1872 (verb.)                                                               |                                                                           | bij Kleasterwei 1 | 53° 15' 53" NB, 6° 6' 36" OL | 408910 | Fogelsangh 03 Fogelsangh State, noordelijk bouwhuis            |
| Fogelsangh State, zuidelijk bouwhuis (koetshuis)   | Werk-woonhuis            | 1783-'93 1872 (verb.)                                                               |                                                                           | Kleasterwei 3     | 53° 15' 52" NB, 6° 6' 35" OL | 408911 | Fogelsangh 04 Fogelsangh State, zuidelijk bouwhuis (koetshuis) |
| Fogelsangh State, toegangsbrug                     | Verkeersobject           | 18e eeuw                                                                            |                                                                           | bij Kleasterwei 1 | 53° 15' 52" NB, 6° 6' 32" OL | 408912 | Fogelsangh 05 Fogelsangh State, toegangsbrug                   |
| Fogelsangh State, twee vazen op sokkels            | Straatmeubilair          | ca. 1734                                                                            |                                                                           | bij Kleasterwei 1 | 53° 15' 53" NB, 6° 6' 36" OL | 408913 | Fogelsangh 06 Fogelsangh State, twee vazen op sokkels          |
| Fogelsangh State, eendenkooi                       | Tuin, park en plantsoen  | 19e eeuw                                                                            |                                                                           | bij Kleasterwei 1 | 53° 15' 54" NB, 6° 6' 33" OL | 408914 | Fogelsangh 07 Fogelsangh State, eendenkooi                     |
| Fogelsangh State, volière                          | Tuin, park en plantsoen  | 19e eeuw                                                                            |                                                                           | bij Kleasterwei 1 | 53° 15' 53" NB, 6° 6' 36" OL | 408915 | Fogelsangh 08 Fogelsangh State, volière                        |
| Fogelsangh State, ijskelder                        | Tuin, park en plantsoen  | ca. 1870                                                                            |                                                                           | bij Kleasterwei 1 | 53° 15' 46" NB, 6° 6' 41" OL | 408916 | Fogelsangh 09 Fogelsangh State, ijskelder                      |
| Fogelsangh State, hermitage                        | Tuin, park en plantsoen  | 19e eeuw                                                                            |                                                                           | bij Kleasterwei 1 | 53° 15' 37" NB, 6° 6' 42" OL | 408917 | Fogelsangh 10 Fogelsangh State, hermitage                      |
| Fogelsangh State, theehuis                         | Tuin, park en plantsoen  | 19e eeuw                                                                            |                                                                           | bij Kleasterwei 1 | 53° 15' 36" NB, 6° 6' 35" OL | 408918 | Fogelsangh 11 Fogelsangh State, theehuis                       |
| Fogelsangh State, hertenhuisje                     | Tuin, park en plantsoen  | 19e eeuw                                                                            |                                                                           | bij Kleasterwei 1 | 53° 15' 53" NB, 6° 6' 36" OL | 408919 | Fogelsangh 12 Fogelsangh State, hertenhuisje                   |
| Fogelsangh State, hekwerk rond hertenkamp          | Tuin, park en plantsoen  | 19e eeuw 1980-1989 (herst.)                                                         |                                                                           | bij Kleasterwei 1 | 53° 15' 53" NB, 6° 6' 36" OL | 408920 | Fogelsangh 13 Fogelsangh State, hekwerk rond hertenkamp        |
| Fogelsangh State, brug over gracht                 | Tuin, park en plantsoen  | 19e eeuw                                                                            |                                                                           | bij Kleasterwei 1 | 53° 15' 54" NB, 6° 6' 41" OL | 408921 | Fogelsangh 14 Fogelsangh State, brug over gracht               |
| Fogelsangh State, driearmige brug                  | Tuin, park en plantsoen  | 1850 1980-1989 (herst.)                                                             | verm. L.P. Roodbaard                                                      | bij Kleasterwei 1 | 53° 15' 53" NB, 6° 6' 36" OL | 408922 | Fogelsangh 15 Fogelsangh State, driearmige brug                |
| Fogelsangh State, kettingbrug                      | Tuin, park en plantsoen  | 19e eeuw                                                                            |                                                                           | bij Kleasterwei 1 | 53° 15' 53" NB, 6° 6' 36" OL | 408923 | Fogelsangh 16 Fogelsangh State, kettingbrug                    |
| Fogelsangh State, boswachterswoning                | Woonhuis                 | ca. 1870                                                                            |                                                                           | Kleasterwei 5     | 53° 15' 52" NB, 6° 6' 31" OL | 408924 | Fogelsangh 17 Fogelsangh State, boswachterswoning              |
| Fogelsangh State, De Boskpleats                    | Boerderij                | 1800-1850 (romp) late 19e eeuw (verb.)                                              |                                                                           | Keningswei 2      | 53° 15' 54" NB, 6° 6' 41" OL | 408925 | Fogelsangh 18 Fogelsangh State, De Boskpleats                  |
| Tuinmanswoning                                     | Dienstwoning             | 1851                                                                                |                                                                           | Keningswei 4      | 53° 15' 57" NB, 6° 7' 5" OL  | 408926 | Tuinmanswoning                                                 |
| Houten schuur                                      | Boerderij                | 19e eeuw                                                                            |                                                                           | bij Keningswei 4  | 53° 15' 57" NB, 6° 7' 5" OL  | 408927 | Upload foto                                                    |
| Fogelsangh State, jachthuis                        | Woonhuis                 | mog. ca. 1840                                                                       |                                                                           | Keningswei 6      | 53° 15' 51" NB, 6° 6' 42" OL | 408928 | Meer afbeeldingen                                              |